# 戎殿新
戎殿新（1942年1月25日—2004年1月15日），中国经济学家，河北省正定县人。

## 生平
曾擔任中国意大利研究会会长以及中国外国经济史研究会副会长。1994年6月被意大利总统授予意大利共和国骑士勋章。